# چندتکمیزه‌ایان کیلانودون
چندتکمیزه‌ایان کیلانودون(نام علمی: Kielanodon) نام یک سرده از تیره چندتکمیزه‌ایان پولچوفاتیدا است.